# Ihaste
Ihaste est un quartier de Tartu en  Estonie. 

## Démographie
Au 31 décembre 2013, Ihaste compte 2 322 habitants. 
Sa superficie est de 4,24 km2. 